# アーロン・キャシディー
アーロン・キャシディー（Aaron Cassidy, 1976年 - ）はアメリカの現代音楽の作曲家。イリノイ州出身。
新しい複雑性はブライアン・ファーニホウのアメリカ渡航後、急速にアメリカ全土に影響力を及ぼしてゆくが、その影響を最も吸収したのがキャシディーである。2003年にバッファロー大学教授デイヴィッド・フェルダーの元で博士号を取得した。2度ガウデアムス音楽週間に選ばれている。
彼の弦楽器のための作品は弓圧、ピッチ、強弱、弓奏位置、左手の指圧などが厳密に定義される一種のタブラチュアを演奏する形となる。声楽においても歌詞がスクランブルされる技法はファーニホウやリチャード・バーレットなどの影響が非常に濃い。新しい複雑性を築いた一派から注目され、WOLKE社から刊行されている21世紀の音楽美学シリーズにわずかに著作がある。
近年ではトロンボーンやエレクトリックギターのための作品においてすら、絶対ピッチが確定されない一種のグラフのような楽譜で作曲している。
ノースウェスタン大学で現在教鞭を取り、ヴァンデルヴァイザー楽派の作品の指揮にも関わっている。